# Viljem Treo
Viljem Treo , slovenski gradbenik in podjetnik, * 2. avgust 1845, Ljubljana, Avstrijsko cesarstvo, † 9. avgust 1926, Ljubljana, Kraljevina SHS.

## Življenje
Viljem Treo se je rodil 2. avgusta 1845 v Ljubljani. Njegov oče Anton je bil zidarski mojster. Po končani osnovni šoli je 1857 kot privatni učenec naredil izpit za 4 razrede realke in šolanje nadaljeval na obrtni šoli v Holzmündnu. Po vrnitvi se je zaposlil v očetovem podjetju in leta 1869 dobil obrtno dovoljenje za zidarskega mojstra. Leta 1873 je postal tehnični vodja Kranjske stavbinske družbe, ki ji je njegov oče prepustil svoje podjetje. Po delu pri družbi se je 1891 osamosvojil in opravljal obrt do 1920. 
Po tujih in lastnih načrtih je zgradil številna javna in zasebna poslopja, še zdaj značilna za podobo Ljubljane. Sodeloval je pri gradnji Realke na Vegovi ulici, vsa poslopja na južni strani Cankarjeve ceste ter v Beethovnovi, Župančičevi in Tomšičevi ulici ( Kranjska hranilnica), šolo na Grabnu, otroško bolnišnico na Poljanah, vojašnico na Taboru, mestno klavnico, Deželni, zdaj Narodni muzej, Filharmonijo. Sodeloval je tudi pri gradnji gledališča na Reki. Med njegovimi manjšimi projekti najdemo tudi leta 1925 dokončan Sokolski dom v Črnomlju, kjer je februarja 1944 potekalo zasedanje SNOS.
Kot samostojni podjetnik je zgradil več zasebnih vil, hotel Union, Ljudsko posojilnico, cerkev sv. Antona na Viču. Njegovo podjetje je vseskozi zaposlovalo okoli 150 delavcev in tako spadalo med velika ljubljanska gradbena podjetja. Umrl je 9. avgusta 1926 v Ljubljani.